# Phaidon von Elis
Phaidon von Elis (altgriechisch Φαίδων Phaídōn, latinisiert Phaedon Elidensis; * um 417 v. Chr. in Elis; † im 4. Jahrhundert v. Chr.) war ein griechischer Philosoph der Antike. Er gilt als Gründer einer Schule, die nach seinem Wohnort die „elische Schule“ genannt wird; man spricht auch von der elisch-eretrischen Schule, doch ist zweifelhaft, ob es sich tatsächlich um eine eigenständige, auf Phaidon zurückgehende Schulrichtung handelt.
Um 400 v. Chr. kam Phaidon nach Athen und wurde für kurze Zeit ein Schüler des Sokrates. Seine Schriften sind verloren; erhalten sind lediglich zwei kurze Auszüge sowie einige Testimonien (antike Berichte über Leben und Lehre).

## Überlieferung
Die älteste Quelle zu Phaidon ist Platons nach ihm benannter Dialog Phaidon. Weitere Angaben bieten Diogenes Laertios und andere antike Autoren sowie die Suda. Zwei Fragmente aus Phaidons Schriften sind bei Seneca und Theon von Alexandria überliefert.

## Leben
Die Lebensdaten Phaidons sind unbekannt. Eine Stelle bei Platon lässt allerdings vermuten, dass er 399 v. Chr. noch unter 20 Jahre alt war. Laut Diogenes Laertios stammte er aus einer adeligen Familie und ist nach der Eroberung Elis' (wahrscheinlich 402 bis 400 v. Chr. durch Sparta) als Bordellsklave nach Athen verkauft worden. Dort soll er die Bekanntschaft Sokrates’ gemacht haben, der ihn durch einen Dritten freikaufen ließ. Ob an dieser Geschichte alles wahr ist, wird in Zweifel gezogen. Laut Platon war Phaidon unter Sokrates’ Freunden, die ihn 399 v. Chr. während seiner letzten Stunden begleiteten.
Als Schüler oder spätere Nachfolger Phaidons werden neben Moschos und Menedemos von Eretria sonst kaum bekannte Personen erwähnt, nämlich Anchipylos, Pleistanos, Asklepiades von Phleius und Ktesibios von Chalkis.

## Lehre
Diogenes Laertios nennt zwei Titel von Dialogen Phaidons, Zopyros und Simon. Möglicherweise verfasste er weitere Dialoge, so nennt Diogenes Laertios drei weitere, die allerdings schon damals in ihrer Echtheit umstritten waren, die Suda wiederum drei bei Diogenes Laertios nicht genannte.
In einem erhaltenen kurzen Auszug aus dem Dialog Zopyros wird eine philosophisch wertlose, herzzerreißende Geschichte von einem persischen Königssohn und dessen Verhältnis zu einem ihm treuen Löwen erzählt. Namengebend war wohl ein Arzt namens Zopyros, der im Dialog vermutlich auf Sokrates getroffen ist und aus dessen physiognomischen Eigenschaften seine Charaktereigenschaften abzulesen versucht hat. Namengebend für den Dialog Simon war möglicherweise ein auch von anderen antiken Autoren erwähnter Schuster Simon.
Seneca zitiert Phaidon, der hier wahrscheinlich an Männer wie Sokrates dachte, folgendermaßen: „Bestimmte kleine Tiere beißen, ohne dass man es spürt; so schwach ist ihre Kraft und so sehr täuscht sie über ihre Gefährlichkeit hinweg. Erst eine Geschwulst zeigt den Biss an, und selbst in der Geschwulst ist keine Wunde erkennbar. Dasselbe widerfährt dir im Gespräch mit weisen Männern: Du merkst nicht, wie oder auch wann es dir nützt; doch dass es dir genützt hat, das merkst du.“
Platons Dialog Phaidon ist kaum Verwertbares über die Lehre Phaidons zu entnehmen. Auch berichtet Athenaios, dass Phaidon erklärt habe, weder etwas von dem dort Berichteten gesagt noch davon gehört zu haben.